# 懐しのアリゾナ
『懐しのアリゾナ』（なつかしのアリゾナ、In Old Arizona）は、アーヴィング・カミングス、ラオール・ウォルシュ監督による1928年のアメリカ合衆国の西部劇映画である。第2回アカデミー賞で作品賞を含む5部門でノミネートされ、ワーナー・バクスターが主演男優賞を獲得した。主人公の山賊シスコ・キッドはオー・ヘンリーの短編『The Caballero's Way』に出てくる登場人物。ワーナー・バクスターは『アリゾナ怪盗異聞』（1930年）、『シスコ・キッド』（1930年）、『The Return of the Cisco Kid』（1939年）でもシスコ・キッドを演じている（他にカメオ出演もあり）。撮影はユタ州のブライスキャニオン国立公園とザイオン国立公園、カリフォルニア州のサン・ホアン・カピストラーノ教会とモハーヴェ砂漠で行われたが、ムービートーンで野外ロケを行った長編トーキー映画はこの映画が初めてだった。
2004年にアカデミー・フィルム・アーカイブにより保存された。

## プロット
シスコ・キッドはアリゾナの悪名高い山賊。対応に苦慮する騎兵隊は5000ドルの懸賞金をかけ、さらに射撃の名人ミッキー・ダン軍曹に討伐を命じる。
ミッキー・ダンはその前に理髪店に立ち寄る。そこで風呂を浴びていたのがシスコ・キッドで、二人は意気投合し、再会を約束する。
シスコ・キッドが家に戻ると、情婦のトニア・マリアが出迎える。
シスコ・キッドは用事で出かけるので、会えなくなったとダンに伝言するよう、トニア・マリアを町に向かわせる。
しかし、トニア・マリアはダンに恋してしまう。5000ドルの賞金にも目が眩み、シスコ・キッドを裏切ることにする。
用事から帰ってきたシスコ・キッドは、偶然、二人が自分を殺す段取りを話し合っている現場を目撃する。しかし、知らないふりをして、家に帰り、いつも通りトニア・マリアと接する。
トニア・マリアはダンが帰ってきたので殺しに来るようダンに手紙を送る。しかし、シスコ・キッドはその手紙を別の手紙にすり替える。そこには、シスコ・キッドは女装して逃げるつもりだ、と書いてある。
ダンは嘘の手紙を信じ、家から出てきたトニア・マリアを射殺してしまう。シスコ・キッドはそれを見届けて、どこかに去ってゆく。

## キャスト
- シスコ・キッド; ワーナー・バクスター
- ミッキー・ダン; エドマンド・ロウ（英語版）
- トニア・マリア; ドロシー・バージェス（英語版）

## 受賞とノミネート
| 賞           | 部門       | 候補                     | 結果       |
| ------------ | ---------- | ------------------------ | ---------- |
| アカデミー賞 | 作品賞     | フォックス               | ノミネート |
| アカデミー賞 | 監督賞     | アーヴィング・カミングス | ノミネート |
| アカデミー賞 | 主演男優賞 | ワーナー・バクスター     | 受賞       |
| アカデミー賞 | 脚本賞     | トム・バリー             | ノミネート |
| アカデミー賞 | 撮影賞     | アーサー・エディソン     | ノミネート |

## 制作
この映画は当初、ラオール・ウォルシュ監督・主演（シスコ・キッド役）で撮影がはじまった。しかし、ウォルシュがドライブ中、ノウサギが車のフロントガラスを突き破ってウォルシュの目に当たる事故が起き、ウォルシュは失明。急遽、アーヴィング・カミングスが監督を引き継ぐことになった。シスコ・キッド役はバディー・ルーズヴェルトに決っまたが、足を負傷したため降板。結局、ワーナー・バクスターが演じることになった。なお、ウォルシュがシスコ・キッドに扮したロングショットは、ウォルシュがブライスキャニオンで監督したチェイス・シーンともども映画の中で使われている。
ラオール・ウォルシュはこの事故の後、生涯アイパッチを着用した。俳優は引退したが、監督としては輝かしい実績を残した。